# British Board of Film Classification
British Board of Film Classification (BBFC), indtil 1985 kendt som British Board of Film Censors, er et NGO grundlagt i 1912 af filmindustrien, der er ansvarlig for den nationale klassificering og censur af film i Storbritannien. Organisationen har lovbestemt krav på at klassificere videoer, DVDer og, i mindre udstrækning, visse computerspil i henhold til Video Recordings Act 2010.